# Günzenhofen (Greding)

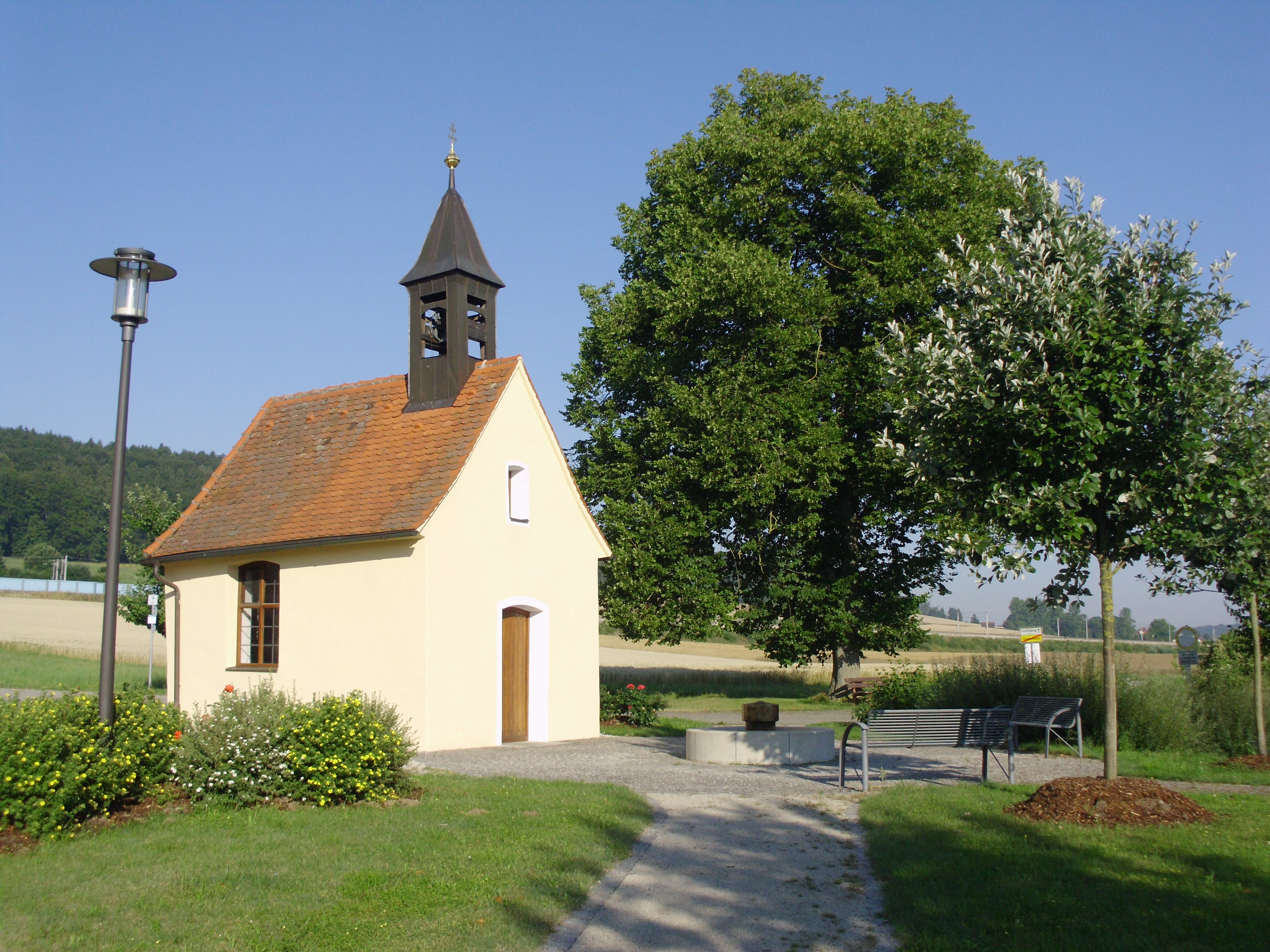
Ortskapelle

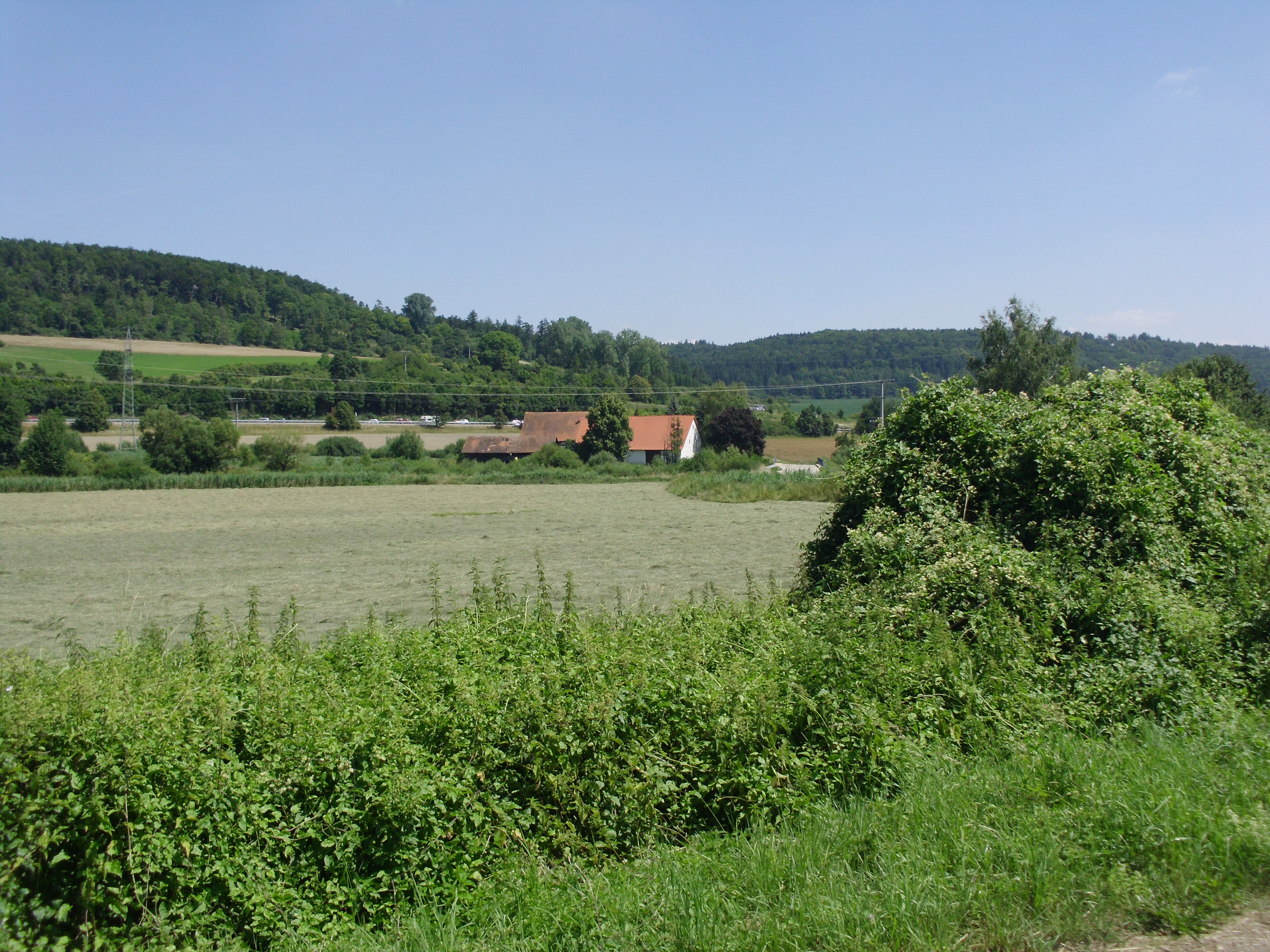
Ehemalige Mühle bei Günzenhofen

Günzenhofen ist ein Gemeindeteil der Stadt Greding im Landkreis Roth (Mittelfranken, Bayern). Günzenhofen liegt in der Gemarkung Großhöbing.

## Lage
Der Weiler liegt am rechten Talhang der Schwarzach im Naturpark Altmühltal am Thalbrunnen, der der Schwarzach zufließt. Westlich des Weilers verläuft in etwa 150 Meter Entfernung die ICE-Trasse Nürnberg-München, die südwestlich von Günzenhofen im Altental an der Nordseite des Bucher Berges den Euerwangtunnel verlässt. Die östlich des Weilers verlaufende Bundesautobahn A 9 wird von einer Gemeindeverbindungsstraße unterquert, die den Weiler mit der Staatsstraße 2227 verbindet. Sie führt mittels einer 2008 neuerbauten Brücke über die zur gleichen Zeit hier auf 670 Metern Länge renaturierte Schwarzach an der am linken Schwarzachufer liegenden ehemaligen Mühle und Säge vorbei. Gemeindeverbindungsstraßen führen vom Weiler aus in südöstlicher Richtung nach Hausen und in nordwestlicher Richtung nach Großhöbing.

## Ortsnamensdeutung
Im Ortsnamen steckt der althochdeutsche Personenname Gunzo. Im Bayerische Uraufnahme wurde der Ort als Züngenhofen bezeichnet.

## Geschichte
Im Zuge des ICE-Streckenbaus Nürnberg–München wurde ab 1995 bei Günzenhofen ein frühhallstattzeitliches Gräberfeld ausgegraben und späthallstattzeitliche Siedlungsspuren freigelegt.
Günzenhofen wird als ein Ausbauort von (Groß-)Höbing in der zweiten Epoche der baierischen Landnahme gesehen. 1398 kaufte der Eichstätter Bischof Friedrich IV. von Oettingen von den Oettinger Grafen Güter aus der Erbmasse Hilpolts von Stein unter anderem in Günzenhofen – samt allen Zinsen, Gülten und dem Gericht über diese Güter. Im 15. Jahrhundert waren die Absberger zu Rumburg mit gewissen Rechten zu Günzenhofen belehnt; zuvor hatten die Emmendorfer diese bischöflichen Lehen inne. 1447 ist Günzenhofen im Salbuch des bischöflichen Amtes Greding aufgeführt. Auch das Salbuch von 1491 des Wilhelm Schenk von Geyern zu Jettenhofen nennt Günzenhofen; im gleichen Jahr ging der betreffende Günzenhofer Besitz – es handelte sich um eine Hofstatt mit Garten – an dessen Nachfolger Hieronymus Rosenberg über. 1520 erwarb Bischof Gabriel von Eyb von Hans Roßthaler zu Staufersbuch, der seit 1499 dem Hofgesinde des Fürstbischofs angehörte, dessen Güter und Leute mit Vogtei und Gericht über diese unter anderem in Günzenhofen.
Gegen Ende Alten Reiches, um 1800, bestand der Weiler aus acht Anwesen: Drei gehörten dem bischöflichen Richteramt Greding, je eines dem bischöflichen Kastenamt Jettenhofen und dem Eichstätter Domkapitel, zwei „Gütl“ waren in Besitz des Kastenamtes Sulzbürg des Kurfürstentums Pfalz-Baiern, das Mühlgut in Besitz des kurfürstlich-baierischen Pflegamtes Hilpoltstein. Die Hochgerichtsbarkeit und die Dorf- und Gemeindeherrschaft übte das Richteramt Greding aus.
Infolge des Reichsdeputationshauptschlusses kam Günzenhofen 1802 mit dem säkularisierten Hochstift Eichstätt an den Großherzog Erzherzog Ferdinand III. von Toskana und 1806 an das Königreich Bayern und darin in das Landgericht Raitenbuch, 1812 in das Landgericht Greding. 1808 wurde aus Großhöbing, Günzenhofen und Schutzendorf der Steuerdistrikt Großhöbing gebildet, der 1811 zur Ruralgemeinde wurde. Mit dem Gemeindeedikt von 1818 wurde die Gemeinde Großhöbing neu gebildet und umfasste nunmehr außer Großhöbing und Günzenhofen die beiden Einöden Steinmühle und Wildbad.
1875 hatte Günzenhofen 50 Einwohner und einen Großviehbestand von sechs Pferden und 48 Stück Rindvieh. Die Kinder gingen nach Großhöbing in die katholische Schule, wo 1888 die Gemeinde einen Schulsaal erbaute und 1905 nach Abbruch des alten Schulhauses auf Gemeindegrund ein neues Schulhaus errichtete.
Nach dem Zweiten Weltkrieg waren in Günzenhofen mehrere Flüchtlinge und Vertriebene untergebracht, die aber größtenteils wieder wegzogen. Im Zuge der Gebietsreform in Bayern wurde die Gemeinde Großhöbing und damit auch Günzenhofen am 1. April 1971 in die Stadt Greding eingegliedert.

### Einwohnerentwicklung
- 1818: 38 Einwohner (9 „Feuerstellen“, 8 Familien)[17]
- 1823: 37 Einwohner in 8 Anwesen[15]
- 1840: 37 Einwohner (9 Häuser, 9 Familien)[18]
- 1871: 50 Einwohner, 26 Gebäude[19]
- 1900: 29 Einwohner, 8 Wohngebäude[20]
- 1937: 48 Einwohner (mit Wildbad)[21]
- 1950: 51 Einwohner in 7 Anwesen[15]
- 1961: 40 Einwohner, 7 Wohngebäude[22]
- 1987: 38 Einwohner in 9 Anwesen bei 10 Wohnungen[23]
- 2014: 26 Einwohner[24]
- 2018: 27 Einwohner

## Baudenkmäler

### Kapelle
Die Kapelle wurde um 1700 errichtet und hat ein viersäuliges Altärchen mit einem Marienbild aus der gleichen Zeit und mit einem Aufzug zwischen Giebelschenkeln. Im hölzernen Dachreiter befindet sich eine Glocke zum Gebetläuten. Der Bereich um die 2001 renovierte Kapelle erhielt im Rahmen der Flurbereinigung 2005/06 eine Neugestaltung.
Günzenhofen wurde 1810 mit Wildbad aus Greding aus- und in Großhöbing St. Johannes Evangelist eingepfarrt.

### Weitere Baudenkmäler
Außer Ortskapelle gilt ein Bildstock des 19. Jahrhunderts an der Staatsstraße 2227 als Baudenkmal, das zuletzt 2014 umgesetzt wurde; er zeigt an seinen zwei Schauseiten den hl. Wendelin als Tierpatron und die Heilige Dreifaltigkeit.

## Wanderweg
Günzenhofen liegt am „Gredl-Radweg“, der entlang der ehemaligen Bahnlinie zwischen Hilpoltstein und Greding verläuft, die hier einen Haltepunkt hatte.